# Gens Pomponia

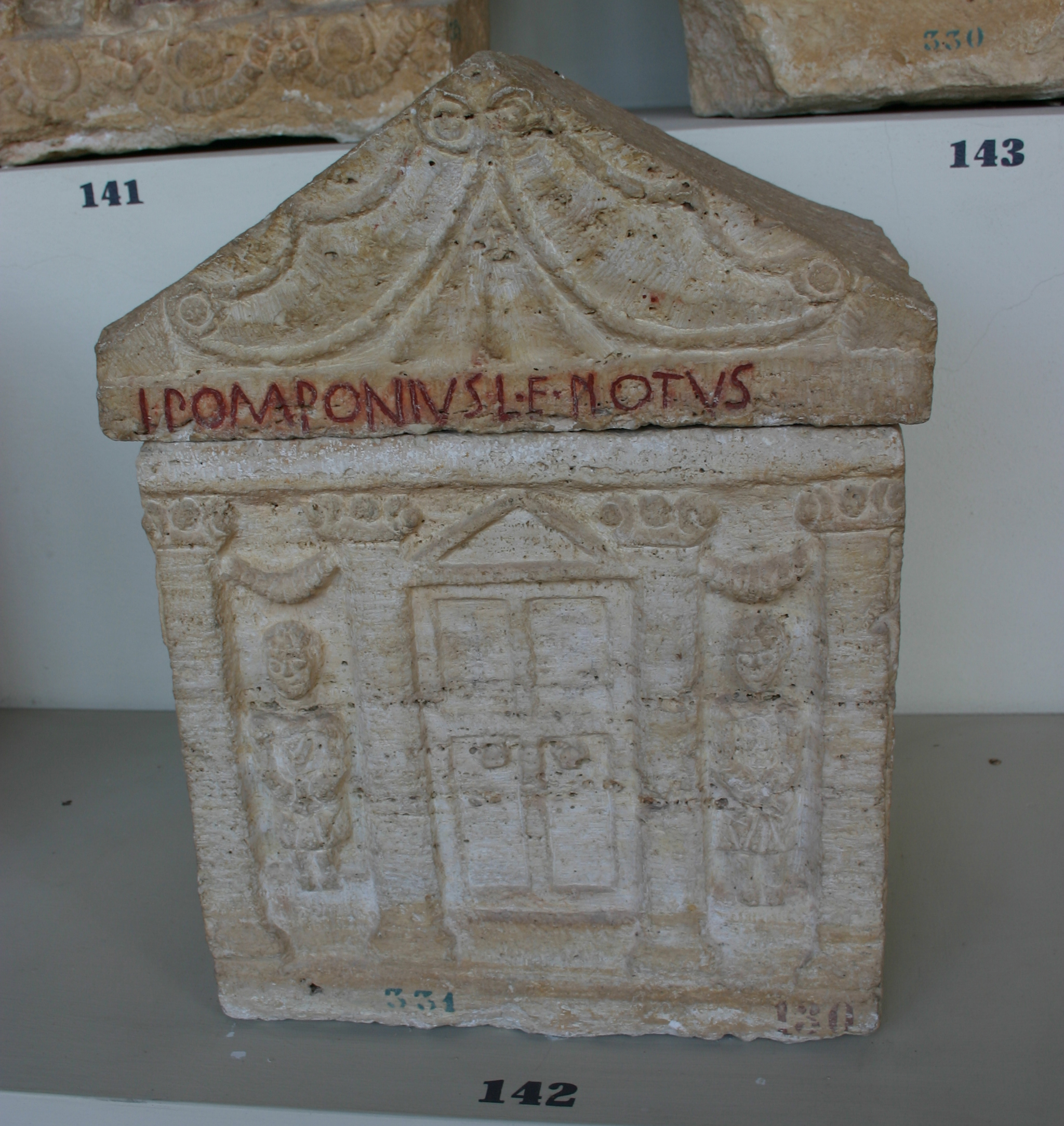
Urna etrusca contenente le ceneri di Pomponio Noto

La gens Pomponia era una famiglia plebea dell'antica Roma durante il periodo Repubblicano e imperiale. Il primo individuo della gens ad avere un ruolo chiave fu Marco Pomponio, tribuno della plebe nel 449 a.C.; il primo che ottenne invece il consolato fu Manio Pomponio Matone nel 233 a.C..

## Origine dellagens
Verso la fine della Repubblica, i Pomponii sostenevano di discendere da Pomponio, uno dei figli di Numa Pompilio, il secondo re di Roma, la cui immagine appariva su alcune delle loro monete. Almeno quattro altre gentes sostenevano ciò; gli Aemilii che sostenevano di discendere da Mamerco; il Calpurnii da Calpo, e i Pinarii da Pino, tutti figli di Numa; i Marcii, inoltre, sostenevano di discendere dalla figlia di Numa, madre di Anco Marzio, il quarto re di Roma.
Di ciò possiamo ricordare che Mamerco era infatti un antico prenome, forse di origine sabina, come sostenevano gli stessi Aemilii.  E benché la loro discendenza fosse antica, c'erano numerose variazioni a ciò. Alcuni dei Pinarii originariamente portavano il praenomen di Mamercus, sebbene questa gens avesse affermato in precedenza di essere anche più antica, a prima della nascita di Roma, e Pinus non è attestato altrimenti come praenomen.  Neppure Calpus risulta essere un praenomen.  La tradizione afferma che Anco Marzio fu nipote il di Numa più vecchio. Ironia della sorte, la gens Pompilia rivendicò una discendenza similare, non sembra però averlo mai fatto.
Pompo, conosciuto come il capostipite della famiglia dei Pompilii, non sembra essere stato un antico praenomen di origine sabina. Era l'equivalente sabino di Quintus, un nome estremamente comune. Il padre di Numa si dice che si chiamasse Pompo Pompilius, ed è evidente che il nome Pompilius in sé era un cognome patronimico di Pompo. Pomponius sembra sia derivato da una forma aggettivale di quel nome, e l'equivalente del nome latino di Quinctilius. E così sembra probabile che l'antenato del Pomponii si chiamasse effettivamente Pompo, anche se l'affermazione che era il figlio di Numa può essere una aggiunta successiva.
Una spiegazione alternativa, databile almeno al XIX secolo, è che il nome potrebbe derivare o essere connessa con una radice etrusca, e che la sua forma originale sia stata Pumpu o Pumpili. Nella sua History of Etruria, Mrs. Hamilton Gray suppone che Pumpu fosse il nome della madre di Numa, adottato come cognome secondo una comune tradizione della cultura etrusca e sabina.

## Praenomina usate dallegentes
I Pomponii utilizzarono un'ampia varietà di praenomina.  I principali nomi erano Marcus, Lucius e Titus. Alcuni dei Pomponii utilizzarono i praenomina Quintus, Publius e Sextus.  La famiglia illustre dei Pomponii Mathones favorì Manius, e ci sono anche esempi di Gaius e Gnaeus.

## Rami e cognomi dellagens
Nei primi tempi, i Pomponii non erano caratterizzati da un cognome, e l'unica famiglia che aumentò di importanza nel tempo della Repubblica portava il cognome di Màtho . Sulle monete troviamo anche i cognomina, Molo, Musa e Rufus, ma nessuno di questi lo troviamo negli scrittori antichi. Gli altri cognomi presenti durante la Repubblica, come ad esempio Atticus, costituivano dei cognomina personali. Numerosi cognomi compaiono in età imperiale.

## Membri dellagens
Questa lista include i praenomina abbreviati (vedi la filiazione).

### Pomponii Rufi
- Lucius Pomponius Rufus, nonno del tribuno consolare del 399 a.C.
- Lucius Pomponius L. f. Rufus, padre del tribuno consolare.
- Marcus Pomponius L. f. L. n. Rufus, tribunus militum consulari potestate nel 399 a.C.[6]
- Quintus Pomponius (L. f. L. n. Rufus), tribuno della plebe nel 395 a.C., che si oppose al fatto di stabilire una colonia a Veio; per questa ragione venne accusato e multato due anni dopo.[7]

### Pomponii Mathones
- Marcus Pomponius Matho, nonno del console del 233 a.C.
- Marcus Pomponius M'. n. Matho, padre del console del 233 a.C.
- Manius Pomponius M'. f. M'. n. Matho, console nel 233 a.C.
- Marcus Pomponius M'. f. M'. n. Matho, console nel 231 a.C.  e fratello del console del 233 a. C.
- Marcus Pomponius (M. f. M'. n.) Matho, pretore nel 204 a.C.

### Altri Pomponii del periodo repubblicano
- Marco Pomponio, tribuno della plebe nel 449 a.C.[8]
- Marco Pomponio, tribunus plebis nel 362 a.C., portò l'accusa contro Lucio Manlio Capitolino Imperioso, il dittatore dell'anno precedente, ma la ritirò dopo essere stato minacciato dal figlio del dittatore, Tito Manlio Imperioso Torquato.[9]
- Pomponia, sposò Publio Cornelio Scipione, e divenne madre di Scipione Africano.
- Sesto Pomponio, legato del console Tiberio Sempronio Longo nel 218 a.C., il primo anno della seconda guerra punica.[10]
- Tito Pomponio Veientano, un pubblicano, che era al comando di truppe alleate nel sud dell'Italia nel paese dei Bruzi nel 213 a.C.; attaccò i Cartaginesi del comandante Annone; fu sconfitto e preso prigioniero.[11]
- Marco Pomponio, praetor nel 161 a.C., ottenne un decreto del senato che vietava a filosofo e retori di vivere a Roma.[12]
- Marco Pomponio, intimo amico di Gaio Sempronio Gracco, che sacrificò se stesso per permettere a Gracco di scappare dai suoi inseguitori il giorno della sua morte, nel 121 a.C..[13]
- Lucio Pomponio Bononiense, un drammaturgo degli inizi del I secolo a.C.;
- Marco Pomponio, edile nell'82 a.C., organizzò giochi scenici nei quali una ballerina, Galeria Copiola, danzò all'età di 13 o 14 anni.[14]
- Gneo Pomponio, un oratore di buona fama, che morì durante la guerra civile romana (83-82 a.C.) tra Gaio Mario e Lucio Cornelio Silla.[15]
- Marco Pomponio, nome erroneamente attribuito da Plutarco a Marco Pompeo, comandante della cavalleria sotto Lucullo durante la terza guerra mitridatica.[16]
- Marco Pomponio, legato di Gneo Pompeo Magno durante la guerra contro i pirati del 67 a.C.; egli fu assegnato al settore ligure e al sinus Gallicus.[17]
- Tito Pomponio, padre di Attico, un uomo di conoscenza, che, essendo in possesso di notevoli proprietà, diede a suo figlio un'educazione liberale.[1]
- Titus Pomponius T. f. Atticus, un usuraio dell'ordine equestre, amico di Cicerone.
- Pomponia T. f., sposata a Quinto Tullio Cicerone.
- Pomponia Cecilia Attica, sposata a Marco Vipsanio Agrippa, che divenne madre di Vipsania Agrippina, la prima moglie di Tiberio.
- Marco Pomponio Dionisio, un liberto di Tito Pomponio Attico.[18]
- Quinto Pomponio Musa, triumvir monetalis del 66 a.C. circa.
- Publio Pomponio, compagno di Publio Clodio Pulcro al tempo della sua morte, nel 52 a.C..[19]
- Marco Pomponio, comandante della flotta di Gaio Giulio Cesare a Messana; la maggior parte della flotta venne bruciata da Gaio Cassio Longino durante la guerra civile, nel 48 a.C.[20]
- Pomponio, proscritto dai  triumviri nel 43 a.C., fuggì da Roma travestito da pretore, accompagnato dagli schiavi che facevano la parte dei littori.[21]

### Pomponii di epoca imperiale
- Gaio Pomponio Grecino, console suffectus nel 16 d.C., amico del poeta Ovidio; era fratello di Lucio Pomponio Flacco.
- Pomponia Grecina, sposò Aulo Plauzio, primo governatore della Britannia.

- Pomponio Severo, militare romano, decurione e seviro, vissuto in età giulio-claudia[22].
- Lucio Pomponio Flacco, console nel 17 d.C., amico di Tiberio, e fratello di Publio Pomponio Grecino.[23]
- Marco Pomponio Marcello, celebre grammatico e avvocato del regno di Tiberio.[24]
- Pomponio Labeo, governatore della provincia di Mesia durante il regno di Tiberio, fu denunciato dallo stesso imperatore per mala amministrazione e messo a morte nel 34 d.C..[25]
- Publio Pomponio Secondo, scrittore di tragedie, console suffectus probabilmente nel 30 d.C., più tardi trionfò sui Catti.
- Quinto Pomponio Secondo, fratello del drammaturgo, consol suffectus nel 41 d.C., si unì alla rivolta di Lucio Arrunzio Camillo Scriboniano l'anno seguente.
- Pomponio Mela, geografo che visse probabilmente durante il regno di Claudio.
- Pomponio Silvano, proconsole d'Africa durante il regno di Nerone, fu accusato dei provinciali nel 58 d.C., ma assolto perché era un uomo anziano in possesso di una grande ricchezza e senza figli.[26]
- Sesto Pomponio, giurista attivo durante il tempo di Adriano.
- Pomponio Porfirione, un importante commentatore del poeta Quinto Orazio Flacco.
- Pomponia Rufina, una vergine vestale messa a morte da Caracalla.[27]
- Pomponio Basso, governatore della Mesia al tempo di Caracalla.[28]
- Pomponio Basso, console nel 211 d.C., messo a morte da Eliogabalo, così l'imperatore poté sposare la sua vedova, Annia Faustina.
- Pomponio Ianuario, console nel 288 d.C..[1]